# Jan Krejčí (germanista)
Jan Krejčí, křtěný Jan Pavel Karel (15. prosince 1868 Nový Bydžov – 13. ledna 1942 Brno) byl český germanista, vysokoškolský pedagog a děkan FF MU v Brně.

## Život
Jan Krejčí se narodil v Novém Bydžově v rodině berního oficiála Františka Krejčího a jeho ženy Marie rodem Tuzarová též s Bydžova.

### Kariéra
Doktorem se stává již roku 1894 v Praze a habilitaci složil roku 1898 v oblasti dějiny německé literatury. Roku 1920 byl jmenován řádným profesorem dějin německé literatury na filozofické fakultě Masarykovy univerzity v Brně a společně s Antonínem Beerem zde zakládal germanistické pracoviště, zde také vykonával funkci děkana v letech 1923–1924. V letech 1934–1935 byl dokonce rektorem Masarykovy univerzity. Zabýval se zejména starší německou literaturou, vztahovou germanistikou a germanoslavistikou, dramatickou literaturou a divadelním umění, dále také překladům. V Brně patřil mezi kulturní činitele a byl také členem České akademie věd a umění, Šafaříkovy Učené společnosti a Královské české společnosti nauk.

## Dílo
- Studie z novější literatury německé (1904)

Byl také autorem řady článků a kromě činnosti ediční také pravidelně psal kritiky a divadelní referáty.